# Ixnay on the Hombre
Ixnay on the Hombre är det amerikanska punkrockbandet The Offsprings fjärde studioalbum, släppt den 20 januari 1997 via skivbolagen Epitaph Records (i Europa) och Columbia (utanför Europa). The Offspring hade fått sitt kommersiella genombrott i och med lanseringen av Smash 1994, som släpptes via Epitaph. Bandmedlemmarna var inte nöjda med hur skivbolagets grundare och ägare, Brett Gurewitz, hade hanterat framgångarna med Smash och när de skulle omförhandla sitt kontrakt med Epitaph fann de för många inskränkande klausuler för att de skulle kunna acceptera villkoren. The Offspring kontrakterades istället till Columbia under 1996 och det nya kontraktet innebar minskade intäkter, men större konstnärlig frihet för The Offspring.
Ixnay on the Hombre spelades in mellan 24 juni–11 oktober 1996 i Eldorado Recording Studios i Burbank, Kalifornien med producenten Dave Jerden. Dexter Holland skrev låttexterna för albumet under tiden bandet var i inspelningsstudion och han har sagt att skrivandet ibland skedde i ren desperation samt att hans eget humör spelade roll för vilken antydan låttexterna fick. Några av låtarna, såsom "Me & My Old Lady" och "All I Want", hade skrivits flera år tidigare medan "Stonehenge" exkluderas från albumet eftersom den ansågs vara för riskfylld att ha med. Holland tyckte att Ixnay on the Hombre var annorlunda jämfört med de album The Offspring hade släppt tidigare och att det därför krävdes mer tid för lyssnaren att smälta det.
Ixnay on the Hombre fick blandade, men främst positiva reaktioner när det lanserades. Även om det har benämnts som ett klassiskt poppunkalbum som visade upp The Offsprings mångsidighet och komplexitet har det även kallats för oinspirerat och intetsägande. Ixnay on the Hombre nådde som bäst plats 2 i Australien, Finland och Nya Zeeland; i Sverige hamnade albumet som bäst på plats 4. I USA har albumet certifierats för platina och i Storbritannien för guld. 2017, tjugo år efter albumets ursprungliga lansering, släpptes Ixnay on the Hombre i en 20th Anniversary Edition innehållandes en LP-utgåva av albumet.

## Bakgrund och inspelning
| Under 1996 bytte The Offspring skivbolag från Epitaph till Columbia. |  | Under 1996 bytte The Offspring skivbolag från Epitaph till Columbia. |
| Under 1996 bytte The Offspring skivbolag från Epitaph till Columbia. |  |                                                                      |

"Är det inte ironiskt? Du grundar ett punkrockband för att du känner dig utfryst. Sedan blir ditt punkrockband känt och då blir du utfryst igen."
The Offspring hade fått sitt kommersiella genombrott i och med lanseringen av Smash 1994. Detta album hade släppts via Epitaph Records och bandet hade ett kontrakt med skivbolaget att lansera ännu ett album via dem. När bandmedlemmarna skulle omförhandla sitt kontrakt med Epitaph ansåg de att de förtjänade mer än vad grundaren Brett Gurewitz var villig att betala dem. Dexter Holland kände att de anställda på Epitaph hade tagit sig friheter som de inte borde och att eftersom The Offspring stod för majoriteten av skivbolagets försäljning borde bandet behandlas därefter. Gurewitz hade bland annat försökt sälja rättigheterna för Smash till större skivbolag för att istället tjäna pengar via royalty. The Offspring ville fortsätta lansera album på Epitaph, men det kontrakt Gurewitz föreslog för bandet hade för många inskränkande klausuler i sig. När bandmedlemmarna vägrade skriva på kontraktet sålde Gurewitz det istället till Columbia, vilket ledde till minskade intäkter men större konstnärlig frihet för The Offspring. I och med att bandet kontrakterades till Columbia fick de utstå en hel del negativ kritik eftersom vissa av bandets fans kände det som att The Offspring "sålde sig". Gurewitz har vid ett senare tillfälle sagt att han varken ville sälja Epitaph eller tvinga The Offspring att skriva kontrakt med ett större skivbolag. Han klandrar dock inte bandmedlemmarna för att de trodde detta utan beskrev mitten av 1990-talet som "förvirrade tider". Gurewitz har även sagt att han ångrade de negativa kommentarer han fällde om bandet vid tillfället och att han egentligen inte tyckte att det var en sådan stor sak att The Offspring blev kontrakterade till Columbia. Flytten från Epitaph till Columbia skedde under 1996 och tog 6–8 månader.
The Offspring turnerade med Smash i över två år och den sista turnén för albumet ägde rum i Europa i augusti 1996. Innan inspelningen av Ixnay on the Hombre ägde rum träffade Holland producenten Dave Jerden på Bahamas och Holland berättade då för honom att både The Offspring och Rancid hade blivit erbjudna $10 miljoner vardera för att byta skivbolag från Epitaph till Sony Music (som var moderbolag till Columbia). Rancid tackade nej till erbjudandet eftersom de var rädda för att förlora sina fans och Holland uttryckte samma oro för Jerden. Jerden var The Offsprings första val som producent, efter att de hade bestämt sig för att avsluta sitt samarbete med Thom Wilson, eftersom bandmedlemmarna kände att Jerden var den enda producent som kunde bibehålla The Offsprings sound. Jerden accepterade och valde att låta bandet få behålla sitt sound för halva albumet medan den andra hälften bestod av ett nytt sound för The Offspring.
Inspelningen av Ixnay on the Hombre var från början tänkt att påbörjas i december 1995 och lanseringen av albumet skulle då ske under våren 1996. Detta blev försenat och bandet började istället spela in Ixnay on the Hombre den 24 juni 1996 i Eldorado Recording Studios i Burbank, Kalifornien. Innan inspelningen påbörjades var planen att spela in 15 låtar för albumet, men endast 12 eller 13 av dessa skulle komma med på den slutgiltiga produkten. Noodles sade i en intervju med Guitar att The Offspring spelade in fler låtar än vad de behövde för Ixnay on the Hombre och att de låtar som valdes bort hade varit för riskfyllda att inkludera. Han nämnde även att bandet möjligtvis skulle komma att släppa dessa låtar på nästa album. Noodles förklarade att ingen från Columbia lade sig i inspelningsprocessen av albumet utan att The Offspring fick fria händer att spela in vad de ville. Inspelningen av Ixnay on the Hombre avslutades den 11 oktober 1996 och Holland förklarade vid tillfället att albumet skulle komma att innehålla 12 låtar.

## Musik och låttext
Holland skrev låttexterna för Ixnay on the Hombre under tiden bandet var i inspelningsstudion och han har sagt att skrivandet ibland skedde i ren desperation. Holland hade svårt att balansera låttexterna så att de varken var för positiva eller negativa utan han skrev dem baserat på hur han kände sig just den dagen. The Offspring ville experimentera mer med musiken på albumet, men samtidigt behålla sina rötter inom punkrocken. Noodles ansåg inte att The Offspring hade mognat musikaliskt sett i och med Ixnay on the Hombre utan att albumet fortfarande innehöll både seriösa och oseriösa budskap. Holland ansåg att Ixnay on the Hombre var annorlunda jämfört med de album The Offspring hade släppt tidigare och att det därför krävdes mer tid för lyssnaren att smälta det.
Bob Gula på Guitar beskrev Ixnay on the Hombre som en "djurisk nedklubbning av arketypiska postpunksriff och positiv proselytism." Jennifer Schwartz på BAM ansåg att albumet bestod av "gitarrdriven punkrock komplett med onekligen slående melodislingor och smittsamma melodier som lyfter fram Hollands skickligt sarkastiska låttexter." Tor Milde på Topp noterade att låttexterna på Ixnay on the Hombre handlade om teman The Offspring tagit upp på sina tidigare album såsom hat, ilska, självmord och droger. Lorraine Ali på Request ansåg att albumet hade influenser av orientalisk musik, skamusik och även innehöll ett par ballader. Ali noterade att känslan på Ixnay on the Hombre var "mer schizofrenisk än på föregående album och [albumet] känner sig mindre bekvämt med sig självt. Det är inte lika kraftfullt som Smash, men det är ett mer riskabelt försök att tänja på gränserna för South Coast-punk." Mike Boehm på Los Angeles Times ansåg att de teman Holland berörde på Ixnay on the Hombre var välkända för lyssnaren: en kamp för att försvara idealet av självständigt tänkande, skildringar av känslomässig oro och hånfullt roliga karaktärsstudier.

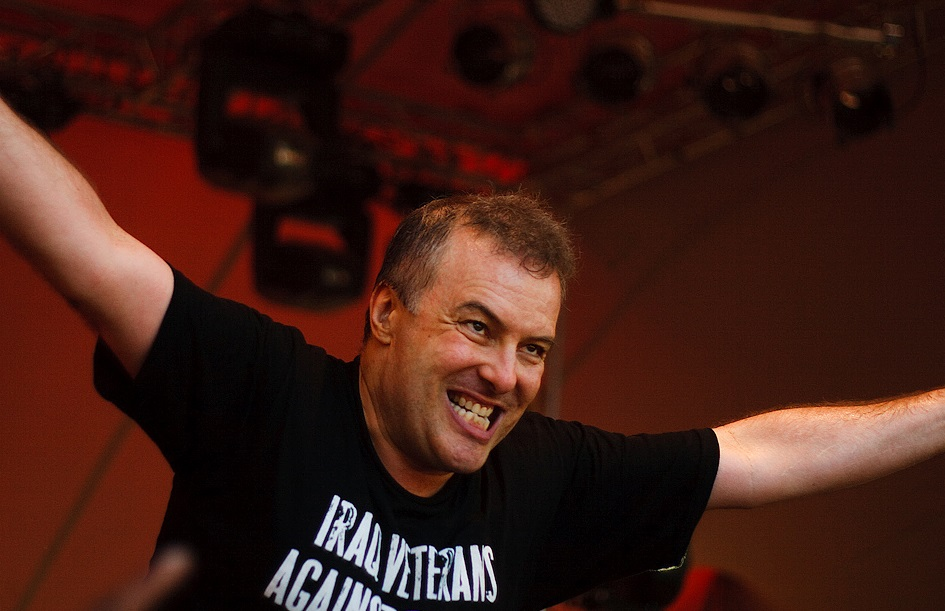
Jello Biafra framförde det sarkastiska öppningstalet "Disclaimer", vilket var ett sätt för The Offspring att bemöta möjlig negativ kritik på ett förebyggande sätt.

Både Greg K. och Noodles har sagt att "Disclaimer" var ett sätt för The Offspring att bemöta möjlig negativ kritik på ett förebyggande sätt och även uppmana lyssnaren på vad det är för sorts musik albumet innehöll. Holland skrev "Disclaimer" eftersom han kände att han ville driva med lyssnaren på ett sarkastiskt sätt och på grund av detta tyckte han att det var passande att Jello Biafra skulle framföra talet. "Way Down the Line" är, enligt Holland, inspirerad av människor som medverkat i olika pratshower och hur illa de behandlade varandra. Låten har jämförts med Led Zeppelins "D'yer Mak'er", vilket Noodles har sagt att The Offspring först märkte efter att de testade olika gitarreffekter för låten. I "I Choose", som har sin grund i zenbuddhistiska kōan, förekommer latinamerikanska slagverk och riff som är snarlika de på Bostons "More Than a Feeling" samt ett gitarrsolo som är inspirerat av Jane's Addiction. Holland ansåg att "I Choose" i grund och botten var en positiv låt, fast på ett vridet och tokigt sätt. Noodles kallade "I Choose" och "Me & My Old Lady" för typiska rocklåtar, där den senare är en bitter kärlekslåt som handlar om Hollands dåvarande fru Kristine Luna. "Me & My Old Lady" skrevs av Holland flera år innan inspelningen av Ixnay on the Hombre och i låten förekommer skalor inspirerade av orientalisk musik. "Don't Pick It Up", precis som "What Happened to You?" från Smash, är ett exempel på hur The Offspring har inspirerats av jamaicansk skamusik. "Mota" har kallats för en "anti-cannabislåt" även om Holland inte ansåg att låten var varken för eller emot drogen utan enbart beskrev händelser som kunde hända när någon var narkotikapåverkad. Med "Cool to Hate" ville Holland fånga mentaliteten i samhället vid tillfället och hur det ansågs häftigt att hata allting. "Gone Away" handlar om att förlora någon som stod en nära och det var en väldigt personlig låt för Holland eftersom den är baserad på en verklig händelse i hans liv. "All I Want" hette från början "Protocol" och var en låt Holland hade tänkt skulle vara med på Smash, men Gurewitz ansåg inte att den var tillräckligt bra. Låten skrevs sedan om, fick ett nytt namn och lanserades på Ixnay on the Hombre istället. Introt till "Change the World" har sin bakgrund i en gömd instrumentalisk låt från Smash. "Stonehenge", vars namn är en referens till Spinal Tap, skulle från början ha varit med på Ixnay on the Hombre men The Offspring kände att låten var för annorlunda så de bestämde sig för att exkludera den. Låten spelades istället in för Americana med det nya namnet "Pay the Man".

## Albumnamn och förpackning
| Skivomslaget och illustrationerna för Ixnay on the Hombre designades av Enrique Chagoya (vänster) medan flera av de ursprungliga illustrationerna var gjorda av José Guadalupe Posada (höger, sittandes). |  | Skivomslaget och illustrationerna för Ixnay on the Hombre designades av Enrique Chagoya (vänster) medan flera av de ursprungliga illustrationerna var gjorda av José Guadalupe Posada (höger, sittandes). |
| Skivomslaget och illustrationerna för Ixnay on the Hombre designades av Enrique Chagoya (vänster) medan flera av de ursprungliga illustrationerna var gjorda av José Guadalupe Posada (höger, sittandes). |  | |

Albumets titel och låtlista offentliggjordes den 3 december 1996. Titeln Ixnay on the Hombre betyder "ner med auktoriteterna", där "ixnay" är pig latin av ordet "nix" och "hombre" är spanska för "man". Holland har sagt att "ixnay" var ett slanguttryck för "nay" många amerikaner med mexikanskt ursprung använde i Los Angeles vid tidpunkten. Holland var den som kom på Ixnay on the Hombre och Greg K. har sagt att titeln endast riktar sig mot de krafter som undertrycker människor och riktar sig inte mot företag eller organisationer i allmänhet. Noodles kallade titeln för löjlig, men sade att den var slående och passade perfekt till albumets illustrationer. Titeln är, precis som den senare albumtiteln Conspiracy of One, en ordlek.
Skivomslaget och illustrationerna för Ixnay on the Hombre designades av Enrique Chagoya. Bilderna är inspirerade av den mexikanska högtiden De dödas dag och de flesta av dem var public domain. Flera av de ursprungliga illustrationerna var gjorda av José Guadalupe Posada. Noodles har sagt att han uppskattade den mexikanska traditionen att fira De dödas dag på ett muntert sätt och på skivomslaget förekommer orden "allá te espero", som betyder "jag väntar på dig (där)". Albumet designades av Sean Evans på Sony, som träffade bandmedlemmarna för första gången på baren Coney Island High i New York.

## Lansering och marknadsföring
Lanseringsdatumet för Ixnay on the Hombre ändrades flera gånger. Från början skulle albumet släppas under våren 1996, vilket ändrades till den tredje veckan i oktober samma år och senare den 6 november 1996. Eftersom inspelningsprocessen inte avslutades förrän den 11 oktober 1996 förklarade Holland i samma månad att albumets lansering hade blivit förskjuten till den 4 februari 1997 i USA istället. Ixnay on the Hombre släpptes den 20 januari 1997 i Europa. Från Ixnay on the Hombre lanserades fyra singlar: "All I Want", "Gone Away", "The Meaning of Life" och "I Choose". "All I Want" lanserades den 12 januari 1997 och nådde som bäst plats 6 i Finland, Kanada och Norge; i Sverige nådde singeln plats 36. Albumets andra singel, "Gone Away", släpptes den 24 mars 1997 och hamnade på plats 1 i USA. "The Meaning of Life", den tredje singeln från Ixnay on the Hombre, lanserades den 15 augusti 1997 men nådde inte upp på någon topplista. Albumets sista singel, "I Choose", släpptes den 5 december 1997 och nådde som bäst plats 5 i USA.
Under flytten från Epitaph till Columbia stämdes bandet av Epitaph, där skivbolaget hävdade att The Offspring bröt mot sitt skivkontrakt. Parterna förlikades och resultatet blev bland annat att Epitaph behöll rättigheterna att släppa Ixnay on the Hombre samt dess singlar i Europa medan Columbia stod för lanseringen utanför Europa. The Offspring var noga med att Columbia endast skulle stå för lanseringen av Ixnay on the Hombre och bandet fick själva välja vilka låtar som skulle vara med på albumet, i vilken ordning de kom, hur skivomslaget skulle se ut och vad albumet skulle heta.

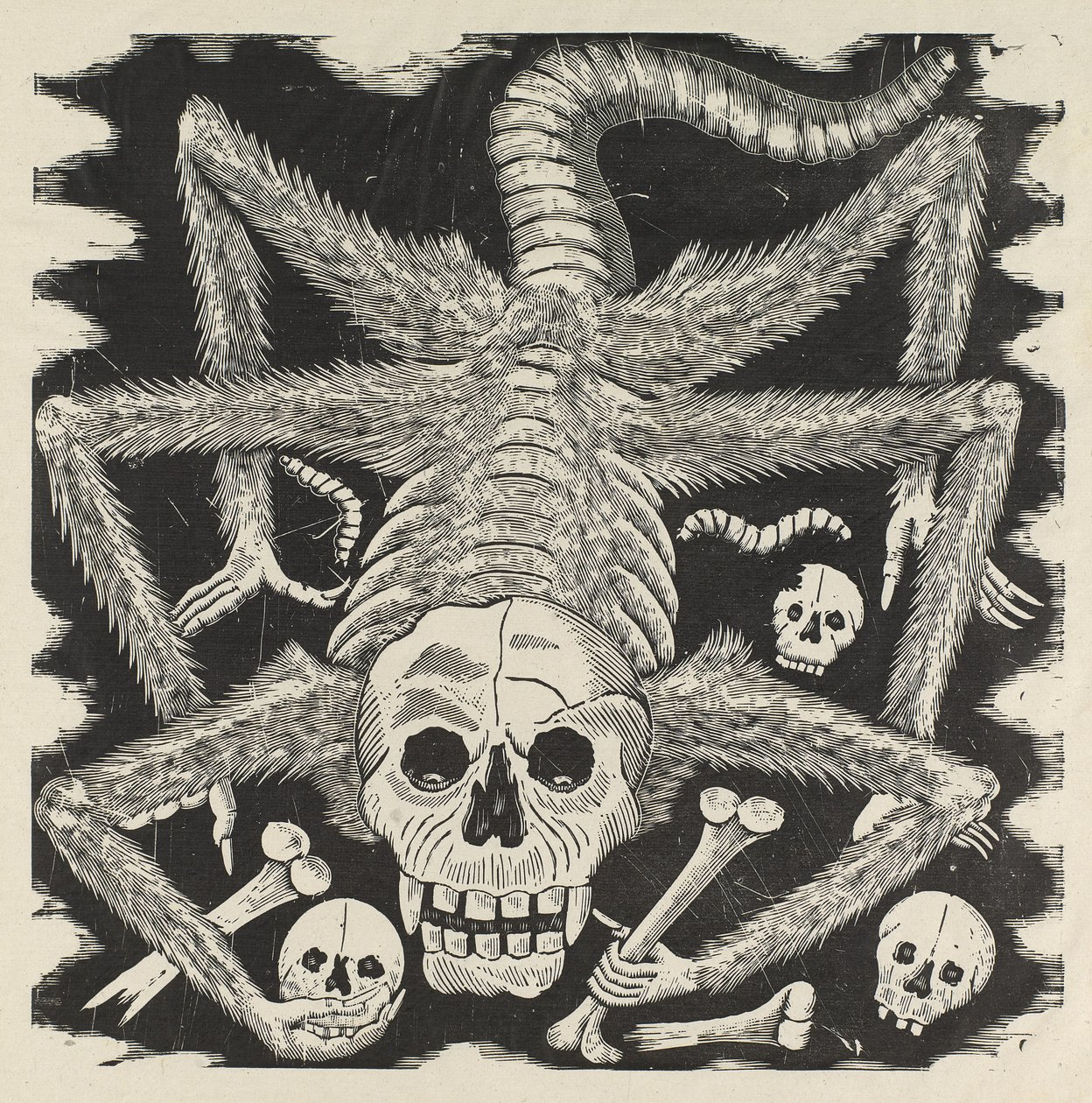
José Guadalupe Posadas illustration Calavera huertista förekommer på skivomslaget till 20th Anniversary Edition av Ixnay on the Hombre.

Den 8 december 2017 släpptes Ixnay on the Hombre i en 20th Anniversary Edition innehållandes albumet på en guldpläterad LP-skiva. Denna utgåva hade ett annorlunda skivomslag jämfört med originalutgåvan, där illustrationen Calavera huertista som syns på albumets framsida var gjord av José Guadalupe Posada.

### Försäljning
Innan albumets lansering sade Noodles att han inte var oroad över ifall Ixnay on the Hombre inte skulle sälja lika många kopior som Smash, men Holland var nervös inför albumets lansering och har sagt att han hade mardrömmar om hur ingen skulle uppskatta Ixnay on the Hombre. Albumet sålde inte lika bra som Smash, men efter drygt fem månader hade Ixnay on the Hombre sålts i två miljoner kopior globalt. Albumet har sedan det lanserades sålts i runt tre till fyra miljoner kopior globalt. I USA certifierades Ixnay on the Hombre för platina den 22 april 1997 och för guld i Storbritannien den 22 juli 2013.

### Turné
The Offspring turnerade med Ixnay on the Hombre i knappt ett år. Kort innan albumet lanserades uppträdde bandet på Big Day Out tillsammans med bland annat Soundgarden och The Prodigy. I februari 1997 började turnén i Nordamerika och den gick sedan vidare till Europa månaden därpå. The Offspring spelade i både Nordamerika och Europa fram till augusti 1997, när de uppträdde i Argentina och Brasilien. Efter det fortsatte turnén återigen i Nordamerika fram till december 1997, då den avslutades i Japan. Några av de band som turnerade tillsammans med The Offspring under Ixnay on the Hombre-turnén var AFI, The Vandals, Lunachicks, L7 och Good Riddance. Under 2017 framförde The Offspring Ixnay on the Hombre i sin helhet under vissa konserter för att fira att det var tjugo år sedan albumet släpptes.

## Mottagande och eftermäle
När Ixnay on the Hombre lanserades fick det blandade, men främst positiva reaktioner. David Browne på Entertainment Weekly tyckte att albumet främst riktade sig till tonåringar från Generation Y och att teman såsom självständighet och utanförskap var tydliga. Browne påpekade att med Ixnay on the Hombre förvandlade The Offspring punkrocken till mer trallvänlig musik och han gav albumet betyget B+. Punknews.org ansåg att låtarna som valdes som singlar var höjdpunkterna på albumet och trots att några av de andra låtarna kallades för "generiska" var Ixnay on the Hombre ett av de bästa punkrockalbumen någonsin. Punknews.org betygsatte albumet 4,5 av 5. Nick på Punktastic tyckte att albumets lansering gick relativt obemärkt förbi, vilket han ansåg var konstigt då det innehöll flera av bandets bästa låtar. Trots det skrev han att även om det fanns några fantastiska låtar på Ixnay on the Hombre fanns det några som han inte kunde tänka sig att lyssna på mer än ett fåtal gånger. Nick gav albumet betyget 3,5 av 5. Chuck Eddy på Rolling Stone var positivt överraskad av tonartsbytena och melodierna på Ixnay on the Hombre. Han tyckte att albumet visade på den mångsidighet och komplexitet The Offspring kunde uppbåda. Eddy betygsatte Ixnay on the Hombre 3,5 av 5. Chris Maziejka på Sputnikmusic kallade Ixnay on the Hombre för ett "klassiskt poppunkalbum" som var mer experimentellt än bandets tidigare verk. Maziejka gav betyget 4,5 av 5 till albumet. Kerrang! kallade Ixnay on the Hombre för "fantastiskt" och både The A.V. Club och USA Today var positivt inställda till albumet.
Albumet fick dock även negativa reaktioner. När Gurewitz först hörde Ixnay on the Hombre kallade han det för "oinspirerat" och "intetsägande". Han ansåg att det inte fanns en enda låt som var originell utan att The Offspring hade blivit ett band som härmade Jane's Addiction, Bon Jovi, Blind Melon och Bad Religion. Stephen Thomas Erlewine på Allmusic ansåg att albumet bestod av klumpiga gitarriff utan melodislingor samt att han kallade Hollands sång för "tonlös". Erlewine benämnde Ixnay on the Hombre som en "tråkig [och] svulstig röra av anemisk punkmetal" och han betygsatte albumet 2,5 av 5. Nöjesguiden var väldigt negativ i sin recension av albumet och skrev att "absolut intet är nytt under solen" och hoppades att "de som köpte bandets förra platta [Smash] nöjer sig med den". Håkan Steen från Aftonbladet gav Ixnay on the Hombre betyget 2 av 5. Steen uppskattade albumets svarta humor, men var negativ mot dess "gamla tröttsamma snabb-punk, låtar man tycker sig ha hört hundra gånger förr, med oändligt recyclade ackordgångar och en tröttsamt gapande Dexter Holland längst fram." Brendan Joel Kelley på Phoenix New Times kallade albumet för "sorgligt" och "lamt", men ansåg att "All I Want" var en ganska bra låt. Kelley tyckte att Ixnay on the Hombre hade för många likheter med album av Bad Religion, Agent Orange, Operation Ivy och Bush. Även Robert Christgau var negativ i sin recension av Ixnay on the Hombre.
Ron Welty tyckte att tempot och hans egen tajming på Ixnay on the Hombre var bättre än på tidigare album av The Offspring och han har sagt att albumet "definitivt [är] en av de bästa sakerna vi någonsin gjort." Noodles ansåg även han att Ixnay on the Hombre var ett bra album och att både låtskrivandet och instrumentspelandet var bättre än på Smash. Holland har i efterhand sagt att albumet inte fick samma genomslagskraft som Smash på grund av att det sågs som ett kommersiellt experiment medan fansen förväntade sig något han benämnde "Smash, del två", vilket The Offspring var fast beslutna att inte spela in. Eftersom Ixnay on the Hombre inte blev en lika stor succé som Smash funderade bandmedlemmarna till en början på ge sitt nästkommande album, Americana, den skämtsamma titeln Please Like Us Again.
Ixnay on the Hombre nominerades i kategorin Outstanding Album under California Music Awards 1998.
En sångbok för Ixnay on the Hombre publicerades i december 1997 av Hal Leonard Corporation. Ixnay on the Hombre var ett av de album The Offspring hade släppt via Columbia vars rättigheter auktionerades ut under 2015.

## Låtlista
Alla låtar är skrivna och komponerade av Dexter Holland, om inte annat anges. 
| Nr           | Titel                                                                         | Kompositör                              | Längd |
| ------------ | ----------------------------------------------------------------------------- | --------------------------------------- | ----- |
| 1.           | Disclaimer                                                                    |                                         | 0:45  |
| 2.           | The Meaning of Life                                                           |                                         | 2:56  |
| 3.           | Mota                                                                          |                                         | 2:57  |
| 4.           | Me & My Old Lady                                                              |                                         | 4:33  |
| 5.           | Cool to Hate                                                                  |                                         | 2:47  |
| 6.           | Leave It Behind                                                               |                                         | 1:58  |
| 7.           | Gone Away                                                                     |                                         | 4:28  |
| 8.           | I Choose                                                                      |                                         | 3:54  |
| 9.           | Intermission (samplad från The Tommy Dorsey Orchestras "Tea for Two Cha Cha") | Irving Caesar, Vincent Youmans, Holland | 0:48  |
| 10.          | All I Want                                                                    |                                         | 1:54  |
| 11.          | Way Down the Line                                                             |                                         | 2:36  |
| 12.          | Don't Pick It Up                                                              |                                         | 1:53  |
| 13.          | Amazed                                                                        |                                         | 4:25  |
| 14.          | Change the World (innehåller gömda tal)                                       |                                         | 6:23  |
| Total längd: | Total längd:                                                                  | Total längd:                            | 42:26 |

### Gömda tal
På CD-versionen av Ixnay on the Hombre, kort efter att "Change the World" tar slut, håller Calvert DeForest talet "Kiss My Ass" (0:06). På LP-versionen av albumet finns talet "Cocktail" (0:44) med, i vilken DeForest instruerar lyssnaren hur en molotovcocktail tillverkas. Noodles har sagt att DeForest fick fritt spelrum att uttrycka sig i inspelningsstudion och att delar senare valdes ut för albumet. The Offspring valde att publicera tjugo minuter av DeForests inspelningssession på sin hemsida den 26 mars 2007, kort efter att han hade avlidit.

## Medverkande
- Dexter Holland – sång och kompgitarr
- Noodles – sologitarr och sång
- Greg K. – elbas
- Ron Welty – trummor

### Övriga medverkande
- Jason "Blackball" McLean – sång på "Mota"[10]
- Davey Havok – sång
- Paulinho Da Costa – slagverk på "I Choose" och "Don't Pick It Up"[80]
- Jello Biafra – tal på "Disclaimer"[4]
- John Mayer[82] – tal på "Intermission"
- Calvert DeForest[29] – tal på "Kiss My Ass" och "Cocktail"
- Dave Jerden – producent och mixning
- Bryan Carlstrom – ljudtekniker
- Brian Jerden – teknikassistent
- Annette Cisneros – teknikassistent
- Eddy Schreyer – mastering
- Bryan Hall – gitarrtekniker
- Sean Evans – design
- Enrique Chagoya – design av skivomslaget
- José Guadalupe Posada – originalillustrationer
- Lisa Haun – fotografi av Skeleton Band

## Topplistor
| Land           | Högsta listplacering |
| -------------- | -------------------- |
| Australien     | 2                    |
| Belgien        | 19                   |
| Finland        | 2                    |
| Frankrike      | 3                    |
| Kanada         | 3                    |
| Nederländerna  | 8                    |
| Norge          | 9                    |
| Nya Zeeland    | 2                    |
| Schweiz        | 10                   |
| Storbritannien | 17                   |
| Sverige        | 4                    |
| Tyskland       | 15                   |
| USA            | 9                    |
| Österrike      | 3                    |

## Certifikat
| Land           | Certifikat |
| -------------- | ---------- |
| Australien     | 2× platina |
| Finland        | Guld       |
| Japan          | Platina    |
| Kanada         | 2× platina |
| Spanien        | Guld       |
| Storbritannien | Guld       |
| USA            | Platina    |